# Fortune Teller
Fortune Teller is een nummer dat is geschreven door Allen Toussaint onder het pseudoniem Naomi Neville. De ‘oerversie’ werd in 1962 op de plaat gezet door Benny Spellman als B-kant van Lipstick Traces (on a Cigarette), ook een nummer van Toussaint, dat een bescheiden hit werd (nummer 28 in de Billboard Black Singles Chart en nummer 80 in de Billboard Hot 100). Sindsdien is het nummer door verschillende andere artiesten gecoverd.

## Het nummer
De tekst vertelt hoe de ik-figuur een draaierig gevoel in zijn hoofd heeft en daarom een waarzegster bezoekt. Ze vertelt hem dat hij verliefd is. De eerste de beste vrouw die hij in de ogen kijkt wordt zijn vriendin. De volgende dag gaat hij boos terug naar de waarzegster, want hij is geen enkele vrouw tegengekomen. Hij kijkt de waarzegster in de ogen – en is prompt verliefd.
In het laatste couplet vertelt hij dat hij inmiddels met de waarzegster getrouwd is en nu gratis toekomstvoorspellingen krijgt.

## Coverversies
De bekendste coverversies van het nummer zijn van:
- Cliff Bennett and the Rebel Rousers. Hun versie dateert uit de vroege jaren zestig, maar kwam pas uit op het verzamelalbum Into Our Lives: The EMI Years 1961-1969 uit 2009.
- The Hollies. Hun versie van het nummer staat op de lp Hollies uit 1965.
- The Merseybeats. Fortune Teller is de achterkant van hun eerste single It’s Love That Really Counts uit 1963.
- Robert Plant en Alison Krauss. Het nummer staat op hun album Raising Sand uit 2007.
- The Rolling Stones. In juli 1963 nam de groep de nummers Poison Ivy en Fortune Teller op. De opnamen waren bedoeld voor hun tweede single, als opvolger van Come On. Er is een proefpersing van een paar honderd exemplaren gemaakt, maar de plaat (met het nummer Decca F 11742) werd afgelast. Maar een handjevol platen kwam in handen van het publiek. In 1964 verschenen beide nummers op een compilatie-lp met nummers van diverse artiesten uit de Decca-stal, getiteld Saturday Club.[1] In 1966 verscheen Fortune Teller op de Amerikaanse live-lp Got Live if You Want It! Twee nummers, Fortune Teller en I've Been Loving You Too Long, zijn geen echte live-opnamen, maar studio-opnamen waar het geluid van gillende fans achter was gemonteerd. Fortune Teller staat niet op de Engelse ep met dezelfde titel, Got Live if You Want It! Een versie van het nummer zonder gegil staat op de lp More Hot Rocks (Big Hits & Fazed Cookies) van 1972 en op de lp Solid Rock uit 1980. Een echte liveversie staat op Gimme Shelter (1971). In Australië kwam het nummer in december 1965 uit als single, gekoppeld met Sad Day.
- The Scorpions namen het nummer in 1965 op, maar het verscheen pas in 2001 op een verzamel-cd van deze Engelse band die vooral in Nederland populair was.
- The Who. Het nummer staat op de cd-versie van Live at Leeds uit 1995 en de cd-box Thirty Years of Maximum R&B uit 1994.

Wat minder bekende versies zijn van:
- The Downliners Sect (1966).
- De Ierse groep The Stellas (1965).
- De Amerikaanse groep Thee Sixpence (later herdoopt in Strawberry Alarm Clock), die het nummer in 1967 uitbracht als single.
- De Australische groep The Throb, die begin 1966 een hit had met het nummer. Het verkocht zelfs beter dan hetzelfde nummer van The Rolling Stones.[2]
- Tony Jackson & The Vibrations (1965). Tony Jackson was oud-lid van The Searchers en daar in 1964 vervangen door Frank Allen. Fortune Teller was de achterkant van zijn versie van Love Potion No. 9.

Er zijn overigens meer liedjes met de naam Fortune Teller. Het nummer van Xavier Rudd op het album Food in the Belly bijvoorbeeld heeft met het nummer van Toussaint alleen de naam gemeen. Hetzelfde geldt voor Fortune Teller van Buffalo Tom en Fortune Teller van a balladeer.